# 格伦科惨案

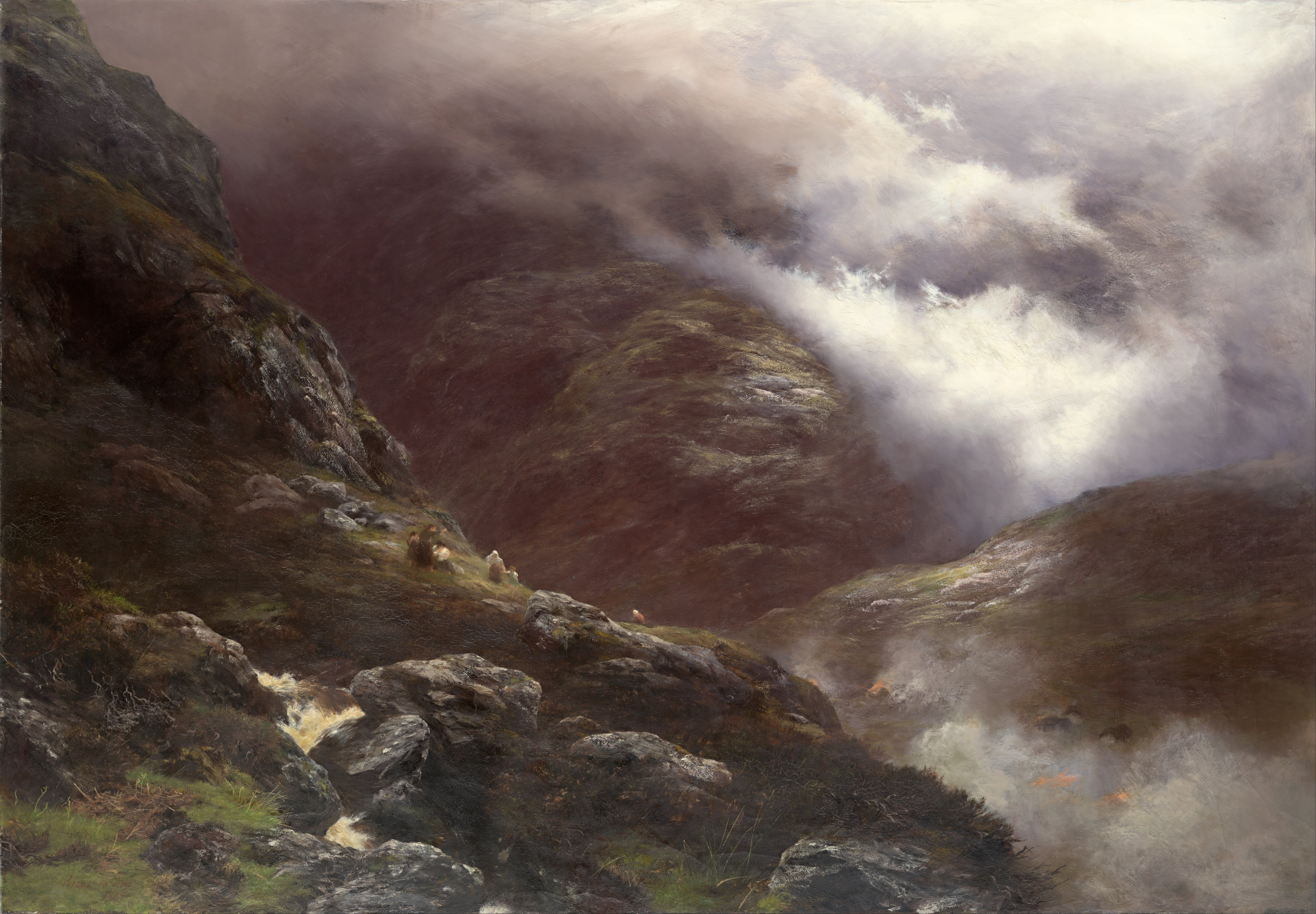
格伦科惨案

格伦科惨案或格伦谷惨案（英語：Massacre of Glencoe）是1692年2月13日在苏格兰高地格伦谷发生的一起屠杀事件，格伦科麦克唐纳氏族约30位成员因未能及时向新任英国君主威廉三世和玛丽二世宣示效忠而遭政府军屠杀。
儘管在蘇格蘭歷史上有類似事件，但本案在17世紀後期的社會背景下顯得突出，其殘酷震驚了同時代人。在18世紀上半葉，它成為詹姆斯党在高原地區持續存在的重要因素，時至今日仍然是個強而有力的象徵。